# Лёр, Александер
Александер Лёр (нем. Alexander Löhr; 20 мая 1885 — 26 февраля 1947) — австрийский, затем немецкий офицер, участник Первой и Второй мировых войн, генерал-полковник, кавалер Рыцарского креста с Дубовыми листьями, военный преступник.

## Биография
Младший из трех сыновей морского капитана Фридриха Иоганна Лёра, ветерана Русско-турецкой войны, и медсестры Екатерины Михайловны, урождённой Гейман. Отец был немцем, мать — девушкой еврейского происхождения и православного вероисповедания родом из-под Одессы. Двоюродным дедом Александера по матери был генерал Василий Александрович Гейман. Как и мать, Александер принадлежал к православной церкви. Свободно владел немецким, русским, французским и румынским языками.
18 августа 1906 года вступил в австрийскую пехоту, командовал взводом, саперным и пулеметными батальонами. Окончил Военную академию (1913). Участник Первой мировой войны, служил на различных штабных должностях. В 1916 году переведен в авиационную группу 5-го управления австрийского Военного министерства, а с 1 мая 1916 по 11 ноября 1918 года возглавлял авиационный отдел.
После войны служил в Военном министерстве, в различных штабах. 1 ноября 1928 года возглавил 5-е (авиационное) управление Министерства по военным делам. С 1 апреля 1933 года — командующий ПВО Австрии, с 1 июля 1936 года — командующий австрийскими ВПС. Во время аншлюса не принял никаких мер по противодействию агрессии нацистской Германии. 15 марта 1938 года автоматически перешел в люфтваффе. 1 апреля 1938 года назначен командующим генералом люфтваффе в Австрии и, таким образом, сохранил контроль над австрийской авиацией.
18 марта 1939 года на базе командования австрийских ВВС был создан 4-й воздушный флот, командующим которым назначен Лёр. Одновременно он стал именоваться «командующим люфтваффе на Юго-Востоке». Под его командованием осуществлялись бомбардировки Варшавы в сентябре 1939 года и Белграда в апреле 1941 года. Последние, бывшие нарушением правил ведения войны, поскольку югославская столица была провозглашена открытым городом, сопровождались еще большим количеством жертв среди гражданского населения, поскольку Лёр активно использовал зажигательные бомбы в дневное время, чтобы упростить ночное бомбометание. Затем в апреле 1941 года вместе с Куртом Штудентом обеспечивал руководство операцией по захвату Крита. 
С началом Германо-советской войны флот Лёра поддерживал действия группы армий «Юг». В декабре 1941 года возглавил 2-й воздушный флот, который был переброшен на Балканы, при этом Лёр сохранил за собой пост командующего на Юго-Востоке. 2 июля 1942 года одновременно стал командующим развернутой на Балканах 12-й армией, которая находилась в непосредственном подчинении ОКВ — то есть в руках Лера сконцентрировалось руководство всеми вооруженными силами на Балканах. 28 декабря 1942 года командование армии было переформировано в штаб группы армий «Е» (командование на Юго-Востоке) во главе с Лёром. В марте 1943 года командование флота было разделено, сформирован штаб нового 2-го воздушного флота и командование люфтваффе на Юго-Востоке. Последнюю должность сохранил за собой Лёр. Под его руководством на территории Балкан, прежде всего в Югославии, осуществлялся жестокий оккупационный режим, с антипартизанскими и другими расправами. 
В августе 1944 года начал эвакуацию. 1 октября советские войска форсировали Дунай и разбили 34-й армейский корпус, а 14 октября болгарские войска вошли в Ниш, отрезав Лёру путь к отступлению. Лёр провел сложный манёвр по труднодоступной местности у Адриатического побережья, сорвав планы противника окружить его войска. Получив приказ о безоговорочной капитуляции, не стал его исполнять, а попытался прорваться к австрийской границе. Согласно историку Йозо Томашевичу, он был схвачен словенскими партизанами 9 мая, но сумел вырваться. Сдался югославским властям только 13 или 15 мая 1945 года. 16 февраля 1947 года югославским военным трибуналом в Белграде приговорен к смертной казни. Расстрелян.

## Награды[2]
- Юбилейный крест 1908 года
- Памятный крест 1912/13
- Крест «За военные заслуги» (Австро-Венгрия) 3-го класса с военной отличием и мечами (май 1915)[3]
- Медаль «За военные заслуги» (Австро-Венгрия)
  - в бронзе с мечами (18 июня 1915)
  - в серебре с мечами (18 августа 1916)
- Войсковой крест Карла
- Орден Франца Иосифа, рыцарский крест с мечами (23 октября 1918)
- Орден «За военные заслуги» (Бавария) 4-го класса с мечами
- Медаль «За ранение» (Австро-Венгрия) с четырьмя полосами[3]
- Общий крест «За заслуги» (Каринтия)
- Памятная военная медаль (Австрия) с мечами
- Памятная военная медаль (Венгрия) с мечами
- Золотой почетный знак «За заслуги перед Австрийской Республикой»
- Орден Заслуг (Австрия), офицерский крест
- Крест «За выслугу лет» (Австрия) 2-го класса для офицеров (25 лет)
- Почетный крест ветерана войны с мечами
- Медаль «За выслугу лет в вермахте» 4-го, 3-го, 2-го и 1-го класса (25 лет)
- Нагрудный знак «За ранение» в серебре
- Железный крест
  - 2-го класса (12 сентября 1939)
  - 1-го класса (25 сентября 1939)
- Рыцарский крест Железного креста с дубовыми листьями
  - Крест (№ 4, 30 сентября 1939)
  - Дубовые листья (№ 705; 20 января 1945)
- Знак «Лётчик-наблюдатель» в золоте с бриллиантами
- 11 раз упомянут в Вермахтберихт
  - «Вчера в юго-восточном районе боевых действий особенно успешно действовали силы люфтваффе под командованием генерала авиации Лёра.» (12 апреля 1941)
  - «Войска под командованием генерала авиации Лёра внесли существенный вклад в успешные действия против вражеских кораблей в греческих водах.» (23 апреля 1941)
  - "Как только что сообщили, советские 6-я и 12-я армии, а также часть 18-й армии, в общем примерно 25 пехотных, горных и танковых дивизий, были уничтожены группой армий под командованием генерал-фельдмаршала фон Рундштедта во взаимодействии с воздушным флотом генерал-полковника Лёра. " (8 августа 1941)
  - «Битва на Азовском море завершилась. Армия генерала пехоты фон Манштейна, румынская армия корпусного генерала Думитреску и танковая армия фон Клейста вместе с воздушным флотом генерал-полковника Лёра разгромили и уничтожили основную часть советских 9-й и 18-й армий.» (11 октября 1941)
  - "Как сообщалось во вчерашнем специальном сообщении, битва на Азовском море завершилась. Армия генерала пехоты фон Манштейна, румынская армия корпусного генерала Думитреску и танковая армия фон Клейста вместе с воздушным флотом генерал-полковника Лера разгромили и уничтожили основную часть советских 9-й и 18-й армий. " (12 октября 1941)
  - «Мощные силы люфтваффе под руководством генерал-полковников Лёра и барона фон Рихтгофена сделали значительный вклад в этот успех.» (19 мая 1942)
  - «Как сообщается в специальном сообщении, немецкие и румынские войска под командованием генерала фон Манштейна при поддержке мощных воздушных сил под руководством генерал-полковников Лёра и барона фон Рихтгофена, преследуя побежденного врага, достигли Керченского пролива и после жестокого боя захватили укрепленные плацдармы с обеих сторон города.» (20 мая 1942)
  - «Силы люфтваффе под руководством генерал-полковника Лёра и генерала авиации Пфлюгбайля в жестких оборонительных и наступательных боях поддержали армию и полностью вытеснили вражеские воздушные силы из района боевых действий.» (30 мая 1942)
  - «На Балканах бойцы горного корпуса под командованием генерал-полковника Лёра разбили в жестоком бою бандитские группировки коммунистов в горах на юге Албании.» (26 июня 1944)
  - «Под умелым руководством генерал-фельдмаршала фон Вайкса и генерал-полковника Лёра войска всех подразделений армии и войск СС, в образцовом взаимодействии с воздушными и морскими силами, сначала в тропической жаре, а затем в снежных бурях хорватских гор, преодолели все трудности горной партизанской войны и успешно защитили фланги и тыл от всех вражеских атак.» (19 января 1945)
  - «Сообщение о положении групп армий Лёра, Рендулича и Шёрнера в данный момент недоступны ОКВ.» (9 мая 1945)
- Орден Михая Храброго (Королевство Румыния)
  - 3-го класса (королевский указ № 2628; 19 сентября 1941)
  - 2-го класса (29 июля 1942)
- Орден «Доблестный авиатор», рыцарский крест с мечами (Королевство Румыния; 11 октября 1941)
- Манжетная лента «Крит»
- Крымский щит
- Орден «Святой Александр», большой крест с мечами (Третье Болгарское царство)

## Образ в кино и на телевидении
- 1973 — Сутьеска, х/ф, Югославия. Роль Лёра исполнил Антон Диффринг.